# Атачево
Ата́чево (рос. Атачево, башк. Әтәс) — присілок у складі Дюртюлинського району Башкортостану, Росія. Входить до складу Маядиківської сільської ради.
Населення — 8 осіб (2010; 16 у 2002).
Національний склад:
- башкири — 56 %
- татари — 44 %